# 음부신경 포착
음부신경 포착(pudendal nerve entrapment, PNE)은 만성통증의 드문 원인이 되는 질환으로, 골반에 위치한 음부신경이 포착되거나 압박되어 발생한다. 포착이 일어난 해부학적인 위치에 따라 음부신경 포착을 여러 서로 다른 종류로 나눌 수 있다. 통증은 앉은 자세에서 더욱 심해진다. 다른 증상들에는 성기의 무감각, 변실금, 요실금 등이 있다. 음부신경관을 발견자인 벤저민 올콕의 이름을 따 올콕관이라고도 하기 때문에, 음부신경 포착을 올콕관 증후군(Alcock canal syndrome)이라고도 부른다.
음부신경통(pudendal neuralgia, PN)이라는 용어는 종종 음부신경 포착과 서로 혼용된다. 음부신경통은 사람의 삶의 질에 큰 영향을 미칠 수 있다. 음부신경통은 염증, 심한 자전거 타기와 같은 많은 요인에 의해 발생할 수 있으며, 출산 이후의 이차장애로 나타날 수 있다. 2009년의 연구는 음부신경통의 유병률은 알려지지 않았으며 드문 질환으로 보인다는 것과, 음부신경통의 존재와 음부신경 포착의 진단을 동일시할 근거가 없다는 것을 밝혔다. 즉, 음부신경통이라고 흔히 알려진 음부신경 포착의 모든 증상(Nantes, 2006에서 구체화된 기준에 기반)을 가지고 있으면서도 실제로는 음부신경이 포착되지 않았을 수 있다.
13구의 여성 카데바를 통한 2015년의 연구는 이 모든 카데바들에서 음부신경이 엉치가시인대에 붙어 있거나 고정되어 있다(=포착되어 있다)는 것을 밝혀냈다. 이는 음부신경 포착의 진단이 실제보다 과대평가되고 있을 가능성을 시사한다.

## 증상
음부신경 포착에 대한 특이적인 임상적 징후나 보완적 검사는 없다.
성기와 항문 부위의 무감각, 변실금, 요실금 등이 일어날 수 있다. 또한 샅이나 성기 부위에 작열통을 느낄 수도 있다.
남성 자전거 경기 선수들 사이에서는 종종 'cyclist syndrome'으로 불린다. 선수들은 긴 시간 동안의 자전거 탑승 이후 드물게 음경과 음낭의 재발성 무감각이나 사정 시 감각 이상, 배뇨 시 불편함과 배변 인지 감소 등의 증상을 겪는다. 성기 무감각으로 대표되는 음부신경 포착은 자전거 경기와 연관된 가장 흔한 비뇨생식계 장애이다.
통증이 만약 존재한다면 자세에 따라 그 정도가 달라지는데, 일반적으로는 앉아 있을 때 통증이 일어나고 서 있거나 누워 있을 때, 변기에 앉아 있을 때는 완화된다. 샅 부위의 통증이 자세에 따라 그 정도가 달라진다면 음부신경 포착을 의심해 볼 수 있다. UCLA의 마취과 의사인 John S. McDonald는 앉아 있을 때 생긴 통증이 서 있거나 변기에 앉아 있을 때 완화되는 것이 진단적으로 가장 믿을 수 있는 척도라고 보고했다.
한 체계적 문헌 고찰(systematic review) 연구는 음부신경통이 지속성 성기 흥분 장애, 발기부전, 조루, 유발성 전정염 같은 여러 성기능 장애의 원인이 될 수 있다고 밝혔다. 또한 다른 사이클링과 연관된 성기능 장애에 대한 연구는 사이클링이 시상하부-뇌하수체-생식샘 축의 테스토스테론 신호를 방해하여 성기능 장애를 간접적으로 유발할 수 있다고 주장했다.

## 해부학
음부신경은 운동신경과 감각신경 정보를 모두 전달하며, 엉치신경얼기의 척수신경 S2-S4에서 유래한다. 골반 내에서는 궁둥구멍근과 꼬리근을 따라 주행하며 큰궁둥구멍을 통해 골반을 빠져나간다. 그 후 작은궁둥구멍을 통해 골반안으로 다시 들어온 음부신경은 아래곧창자신경, 샅신경, (남성에서) 음경등신경 또는 (여성에서) 음핵등신경, 총 세 개의 가지로 나뉜다. 이 세 가지들은 음부신경의 종말가지이며, 이들의 위치상 손상되기 쉽다.
음부신경 포착을 신경이 포착된 위치에 따라 궁둥구멍근 아래에서 포착된 경우, 엉치가시인대와 엉치결절인대 사이에서 포착된 경우(가장 흔함), 음부신경관에서 포착된 경우, 종말가지가 포착된 경우의 총 네 가지로 나눌 수 있다. 음부신경과 엉치결절인대 사이의 직접적인 기능적 관계에 대한 근거는 없지만, 많은 임상적 연구들은 엉치결절인대를 음부신경 포착의 잠재적인 원인으로 지목했다. 궁둥뼈가시 높이 주변에서, 음부신경은 엉치결절인대(뒤쪽)와 엉치가시인대(앞쪽) 사이로 주행한다. 이 때문에 두 인대들에 의해 음부신경이 눌릴 수 있다.

## 원인
음부신경 포착은 성기나 항문 부위 수술로 인한 흉터, 골반 부위 수술 시의 사고, 골반의 외상, 임신, 분만, 사이클링, 해부학적 기형 등이 원인이 될 수 있다. 질을 통한 분만은 분만 시 산도가 펴지면서 음부신경 손상을 일으킬 수 있으며 평균보다 큰 아기를 분만 시 손상 가능성이 증가한다. 음부신경이 골반 부위에 있기 때문에 제왕절개와 같이 골반 부위와 관련된 수술도 신경 손상을 야기할 수 있다.
음부신경이 장시간 압박 또는 신장되면서 사이클링 선수들에서 음부신경 포착이 나타날 수 있다. 특히 부적절한 모양을 했거나 잘못 놓여진 자전거 안장을 사용하는 경우, 고강도의 장시간 사이클링은 엉치결절인대나 엉치가시인대를 두껍게 만들어 그 사이를 지나가는 신경이 포착되고, 결국 음부신경 포착을 일으킬 수 있다.
해부학적 기형은 음부신경이 다른 해부학적 구조와 섞이거나, 엉치결절인대와 엉치가시인대에 포착되게 만들어 음부신경 포착의 원인이 될 수 있다.

## 진단
Labat 등은 이 질환에 대한 특이적인 임상적 징후나 보완적 검사는 없다고 기술했다. Kaur 등은 음부신경 포착 환자에서 특이적이고 일관된 방사선 영상상의 근거는 나타나지 않았단 걸 보였다.
음부신경 포착이 의심될 때 시행하는 진단적 검사들은 다음과 같다.
- 음부신경 마취 이후 통증이 줄어든다면 음부신경이 통증의 원인이라고 생각해 볼 수 있다.[22] 이런 진단적인 마취는 분만 중 척수마취 대신 사용될 수도 있다.[23]
- 온도 변화 감지가 제대로 되는지 확인하기 위한 정량적 감각역치 검사.
- 음부신경 압박의 위치를 확인하기 위한 고주파 초음파 검사.
- 신경 압박의 결과로 나타나는 정맥 압박을 탐지하기 위한 도플러 초음파 검사.[22]
- 곧창자나 질 검사와 연관되어 시행하는 침습적인 진단 검사인 음부신경 말단운동근 잠복기 측정법.[27]

진단은 주로 영상의학적인 방법보다는 신경생리학적 검사를 통해 이루어진다. 그러나 MRI나 CT 스캔은 다른 질환을 배제하기 위해 사용될 수 있다.
티넬 징후와 비슷하게 궁둥뼈가시를 촉진하면 통증이 생길 수 있다. 그와는 반대로 일반적으로 궁둥뼈가시 근처에 행해지는 진단적인 음부신경 마취는 사람들이 일시적으로 통증이 덜 느껴진다고 생각하게 만들 수 있다. 음부신경 마취로 인한 통증 완화의 작용 시간은 사람마다 다르다는 사실이 중요하다.
MR 신경조영술을 사용한 영상의학 연구들은 유용할 수 있다. 음부신경관에서 한쪽 음부신경 포착이 발생한 사람들에서, 음부 신경혈관다발에서 비대칭적인 종창과 고음영이 발견되는 것이 일반적이다.

### Nantes 기준
음부신경 포착은 진단하기 어려우며 진단을 명확히 확정할 수 있는 특이적인 검사가 없다. Dr Roger Robert는 의사들이 음부신경 포착을 진단하기 쉽도록 'Nantes 기준(Nantes criteria)'를 상정했다. 이 기준은 질환에 포함되는 특징, 질환을 배제할 수 있는 특징, 질환 진단을 보완하는 특징으로 구성되어 있다. 일각에서는 Nantes 기준에서 오류가 발견되었기 때문에 이 가이드라인을 권장하지 않는다.
포함 기준은 다음과 같다.
- 통증이 해부학적으로 음부신경과 연관됨
- 통증이 앉은 자세에서 주로 느껴짐
- 통증으로 인해 밤에 자던 중 깨어나게 되진 않음
- 감각 기능은 온전함
- 음부신경 마취 진단 검사로 인해 통증이 경감됨

배제 기준은 다음과 같다.
- 배제의 근거가 될 수 있는 영상 촬영 결과
- 편측 통증
- 비정상적인 진단 검사 결과
- 통증이 급성임

보완 기준은 다음과 같다.
- 만졌을 때 극도의 민감성을 보이는 신경통
- 작열통이나 쑤시는 듯한 통증이 느껴짐
- 배변 이후 통증

Indraccolo 등에 의한 체계적 문헌 고찰 연구는 만성 골반-항문 주변 부위 통증을 겪는 여성들에서 음부신경 포착에 의한 음부신경통과 음부신경 포착 없이 발생한 음부신경통을 분석했다. 연구는 음부신경 포착에 의해 이차적으로 발생한 음부신경통을 진단하는 데에 Nantes의 기준을 최적의 기준으로 분류했다.  이 때문에 연구자들은 음부신경 포착 치료의 효능과 효율성을 평가하는 데에 Nantes 기준이 유용할 수 있다고 추가적으로 주장했다.

### 감별진단
감별진단은 음부신경 포착보다 훨씬 흔한 질환인 만성 전립샘염/만성 골반통증 증후군(비세균성 전립샘염)과 간질성 방광염을 고려해서 이루어져야 한다. 음부신경 포착과 비슷한 증상을 일으키는 원인에는 종양으로 인한 압박, 남성에서의 전립샘염, 여성의 자궁 내 질환, 복합부위 통증 증후군, 얕은 피부 감염, 음부신경과 같은 부위에 발생한 기타 신경병증이 있다.

## 치료
치료법에는 행동 수정, 물리치료, 진통제나 다른 약물 처방, 음부신경 마취, 수술적인 신경감압술 등이 있다. 새로운 치료 방식에는 펄스용 고주파가 있다. 대부분의 치료는 통증과 같은 증상 완화를 목적으로 한다. 만일 이런 표준적인 치료로 통증이 관리되지 않는다면 수술이 고려된다.

### 신경 보호
신경 보호(nerve protection)는 음부신경에 가해지는 압력을 낮게 유지하기 위한 자가 치료의 일종이다. 골반 부위에 통증을 심화시킬 수 있는 모든 활동을 피하는 것이 포함된다. 중앙 부분이 사라진 좌석 쿠션은 통증을 완화하고 나아가 예방하는 데에 쓰일 수 있다. 예방, 치료 전략에 대한 2021년의 체계적 문헌 고찰 연구는 바른 자세를 유지하라고 예방 차원에서 들은 사이클링 선수들은 질환이 더 중증의 장애로 발전하는 것을 막을 수 있었다는 걸 발견했다. 사이클링 시 더 넓은 자전거 안장을 쓰는 것은 신경 손상을 예방할 수 있으나, 장기적인 이득이 있는지 보이기 위해서는 추가적인 근거가 필수적이다.

### 물리치료
골반 부위의 근육과 신경을 움직이는 것은 음부신경 포착과 관련하여 나타나는 증상을 치료하는 데에 권장되는 방법이다. 이 방법의 예시는 신경가동술(neural mobilization)이다. 신경가동술의 목표는 하지와 관련된 다양한 운동을 통해 신경과 근육의 기능을 회복시키는 것이다. 음부신경을 특히 목표로 하는 운동은 신경의 해부학적인 주행 경로를 바탕으로 정해진다. 그러나 이 치료를 뒷받침하는 근거는 제한적이라는 점을 유념할 필요가 있다.
골반 부위에서 음부신경 포착의 또 다른 가능한 치료법은 스트레칭과 (근력) 강화 운동이다. 치료 계획은 다양한 종류의 스트레칭 운동을 통해 음부신경을 특별히 다루기 위해 물리치료사가 정한다. 강화 운동 또한 포착에 의한 지나친 압력을 완화하기 위해 추천되지만, 이런 치료 방식을 뒷받침하는 근거는 제한적이다.

### 약물 치료
음부신경통과 관련된 신경성 동통에는 수많은 치료용 약물이 있다. 사용되는 약물에는 가바펜틴 같은 항뇌전증제, 아미트리프틸린과 같은 항우울제, 팔미토일에탄올아미드 등이 있다. 종종 약물력이나 부작용 등을 고려하여 다양한 약물들을 동시에 사용하기도 한다.

### 주사
음부신경과 연관된 통증을 판별하고 경감시키는 한 방법은 CT를 통한 신경 차단술이다. 이 차단술을 시행하는 동안에는 작용 시간이 긴 국소 마취제(염산 부피바카인)과 코르티코스테로이드(예: 메틸프레드니솔론)를 주사하여 즉시 음부신경을 마취한다. 마취제는 질이나 복막을 통해, 또는 곧창자 주변 등 다양한 해부학적 위치를 통해 주입될 수 있다. 이 주사를 통한 통증 완화는 일반적으로 빠르게 작용한다. 음부신경 마취의 가장 흔한 부작용은 주사 부위의 자극이다. 이 마취를 통한 만성 통증 이완은 스테로이드 약물을 통한 염증 감소와 신경 주변 부위에서 염증을 줄여 음부신경에 가해지는 부담을 덜어주는 '스테로이드 유도 지방 괴사'에 의해 일어난다. 이 치료는 증상의 73%까지 경감시킬 수 있다. 음부신경 마취를 통한 포착 치료는 국소 마취와 관련된 불편함이나 주요 구조물들을 손상시킬 위험성 때문에 종종 처방되지 않기도 한다.

### 펄스용 고주파
펄스용 고주파(pulsed radiofrequency, PRF)는 음부신경 주변 주사 대신 사용할 수 있다. 최근 들어 이 치료법은 만성 통증 관리에 흔히 사용되기 시작하였고, 장기적인 이득과 적은 문제 발생률을 보이고 있다. 펄스용 고주파는 또한 난치성인 음부신경통 치료에도 성공적으로 사용되었지만, 펄스용 고주파가 음부신경 포착 치료에 정말 효율적인지는 추가적인 연구가 필요하다. 음부신경 자극(pudendal nerve stimulation, PNS)은 음부신경통 환자들에서 환자들이 느끼는 통증 수준을 크게 낮추는 것으로 밝혀졌다. 음부신경 자극을 받은 다수의 사람들은 치료 이후 2주 간 통증 겸감 수준이 상당했으며 놀라웠다고 보고했다.

### 인체 공학
여러 인체공학적인 장치들이 앉은 동안 신경이 눌리지 않도록 하는 데에 도움을 줄 수 있다. 사이클링 중 신경 눌림을 줄이기 위해 권장되는 방법에는 수형으로 놓인 부드럽고 넓은 자전거 안장을 사용하는 것과, 자전거 핸들을 안장보다 낮게 두는 것이 있다. 음부신경이 눌리는 걸 막기 위해 디자인된 자전거 안장도 있는데, 이 안장은 보통 중간에 좁은 통로가 파여 있다. 다른 권장되는 방법에는 푹신한 자전거용 반바지 입기, 주기적으로 쉬기, 고단 기어로 변속하기 등이 있다. 딱딱한 곳에 앉는다면 쿠션이나 꼬리뼈 쿠션을 써 신경에 가해지는 압력을 줄일 수 있다.

### 수술적 치료
실제 수술을 수행하는 외과의들에 따르면, 감압 수술은 '최후의 수단'이다. 정상 카데바에서 음부신경이 포착되거나 붙어 있기도 하다는 점으로 인해 음부신경 포착과 수술에 대한 논쟁의 여지가 매우 많다.
음부신경 포착의 이론을 지지하는 사람들에 따르면, 수술은 다른 모든 종류의 치료를 시행한 이후에도 심각한 증상들이 남아 있을 때 이루어진다. 음부신경 포착 진단을 확인하는 또 다른 선택지로써 수술을 진행할 수도 있다.
수술은 제한된 국가들에서 몇몇 소수 외과의에 의해서만 수행된다. 감압 수술의 치료로서의 효과나 골반 부위 통증의 원인으로 포착이 정말 작용하는지는 논쟁이 많다. 몇몇 의사들은 감압 수술을 처방할 수 있으나, 다수는 그러지 않을 것이다. 주목할 만한 점은, 2003년 2월 유럽 비뇨기학회에서 낸 '골반 통증 가이드라인'(Guidelines on Pelvic Pain)에 의하면 유럽의 전문적인 센터들에서 음부신경 포착의 사례는 발견되지 않았으며 수술적인 성공도 드물었다.
통증이 한쪽에만 있고, 작열통으로 나타나며, 궁둥뼈가시에서의 곧창자 촉진에 의해 통증이 심해지며 촉진한 쪽 음부신경 운동근 잠복기 연장 등이 있을 때 음부신경의 신경병증일 가능성이 있다. 그러나 이런 사례는 샅 부위 통증이 있는 환자들에서 적은 부분만을 차지한다. 진단의 증명은 음부신경관에서 음부신경의 감압으로 인한 통증 완화에 의존하며, 증명 자체도 드물다. 임상 신경생리학적인 조사의 가치에는 논란이 있을 수 있다. 유럽의 몇몇 센터들에서는 조사가 굉장한 민감도를 가진다고 주장하지만, 골반바닥의 신경생리학에 대해 특화된 연구를 하는 다른 센터들에서는 조사에 대한 그 어떤 사례도 판별하지 못했다.— 유럽 비뇨기학회, 골반 통증 가이드라인

Pudendal nerve neuropathy is likely to be a probable diagnosis if the pain is unilateral, has a burning quality and is exacerbated by unilateral rectal palpation of the ischial spine, with delayed pudendal motor latency on that side only. However, such cases account for only a small proportion of all those presenting with perineal pain. Proof of diagnosis rests on pain relief following decompression of the nerve in Alcock’s canal and is rarely achieved. The value of the clinical neurophysiological investigations is debatable; some centres in Europe claim that the investigations have great sensitivity, while other centres, which also have a specialized interest in pelvic floor neurophysiology, have not identified any cases.
 — European Association of Urology, Guidelines on Chronic Pelvic Pain
음부신경 감압 수술을 수행하기 위한 여러 다른 접근법들이 있다. 접근 가능한 영역들에는 superior transgluteal, superior retrosciatic, inferior retrosciatic, medial transgluteal, inferior transgluteal, transischial 영역 등이 있다. 볼기를 통한 진입(transgluteal entry)은 궁둥구멍근 아래쪽에서 음부신경에 행하는 신경박리술과 엉치가시인대 절단을 포함한다. 진입할 수 있는 또 다른 포인트는 아래곧창자신경을 통해 음부신경관으로 따라 들어가는 것인데, 이는 'perineal para-anal pathway'라고 한다.
신경 손상이 발견되었을 경우 다른 수술적인 선택지에는 신경절제술이나 신경조절술 등이 있다.

## 같이 보기
- 신경차단술